# Brede sikkelwants
De brede sikkelwants (Nabis flavomarginatus) is een wants uit de familie sikkelwantsen (Nabidae). De soort werd voor het eerst wetenschappelijk beschreven door Clarke H. Scholtz in 1847.

## Uiterlijk
De brede sikkelwants is donkerbruin met bruine vleugels. De rand langs het achterlichaam (abdomen) is lichtbruin. Vooral het vrouwtje is vrij breed. Hij is bijna altijd kortvleugelig (brachypteer). De vleugels komen dan tot halfverwege het abdomen. De lengte is 7,2 – 9.6 mm.

## Verspreiding en levenswijze
De soort leeft in Europa, niet op het Iberisch schiereiland en Azië tot in Japan en Korea. Hij is geïntroduceerd in Noord-Amerika. Hij wordt gevonden op heideterreinen en grasland.
Hij is roofzuchtig en voedt zich met insecten. De eieren overwinteren. Eén generatie per jaar. De eieren worden in grasstengels afgezet. In juni – oktober zijn er volwassen wantsen.